# Frédéric Medves
Pas d'image ? Cliquez ici

a Compétitions nationales et continentales officielles uniquement.

b Matchs officiels uniquement.
Dernière mise à jour le 16 juillet 2022.
Frédéric Medves, né le 27 août 1984 à Neuilly-sur-Seine, est un joueur international algérien de rugby à XV qui évolue au poste de troisième ligne aile au Blagnac rugby, en Nationale (1.86 m pour 100 kg).

## Club
- Formé au club de l'O.G.E.M. (Olympique Groslay Enghien Montmorency) Val d'Oise.
- FC Auch Gers depuis 2003.

## Palmarès en club
Avec le FC Auch
- Championnat de France de Pro D2 :
  - Champion (1) : 2007
- Championnat de France Espoirs :
  - Champion (1) : 2007

### En sélection nationale
Il a honoré sa première cape internationale en équipe d'Algérie le 20 décembre 2017 contre l'équipe de Tunisie lors du Tri-nations maghrébin 2017 au Stade municipal d'Oujda (Maroc)[réf. nécessaire].

## Statistiques en équipe nationale
- International algérien : 5 sélections depuis 2017.
- Sélections par année : 2 en 2017, 3 en 2018.

## Palmarès en sélection

### En sélection
- Champion d’Afrique Silver Cup 2018